# Cratere Jasmin
Jasmin  è un cratere sulla superficie di Venere.